# Bardsragujn chumb 2011
Il Bardsragujn chumb 2011 è stata la 20ª edizione della massima serie del campionato di calcio armeno disputata tra il 5 marzo e il 5 novembre 2011 e conclusa con la vittoria dell'Ulisses, al suo primo titolo.
Capocannoniere del torneo fu Bruno Correa con 16 reti.

## Stagione

### Novità
Nonostante l'ultim posto in classifica nella stagione precedente la federazione di calcio armena ammise lo Širak al campionato 2011. Con la promozione dell'Ararat, vincitore della Aradżin Chumb 2010, le squadre sarebbero dovute essere 9 ma la rinuncia del Kilikia per motivi finanziari ha ridotto nuovamente a 8 il numero delle formazioni iscritte.

### Formula
Come nella stagione precedente le squadre partecipanti furono otto e disputarono un doppio turno di andata e ritorno per un totale di 28 partite.
La squadra campione d'Armenia si qualificò alla UEFA Champions League 2012-2013 partendo dal secondo turno preliminare.
Le squadre classificate al secondo e terzo posto sono ammesse alla UEFA Europa League 2012-2013 partendo dal primo turno preliminare con il vincitore della Coppa Nazionale che partì dal secondo turno preliminare.

## Squadre partecipanti
| Club        | Città   | Stadio                | Posizione 2010                |
| ----------- | ------- | --------------------- | ----------------------------- |
| Ararat      | Erevan  | Stadio Hrazdan        | 1º posto in Aradżin Chumb     |
| Banants     | Erevan  | Stadio Banants        | 2º posto in Bardsragujn chumb |
| Ganjasar    | Kapan   | Stadio Ganjasar       | 6º posto in Bardsragujn chumb |
| Impuls      | Dilijan | Stadio Arnar (Ijevan) | 5º posto in Bardsragujn chumb |
| Mika Erevan | Erevan  | Stadio Mika           | 4º posto in Bardsragujn chumb |
| P'yownik    | Erevan  | Stadio Hanrapetakan   | Campione d'Armenia in carica  |
| Širak       | Gyumri  | Stadio Arnar (Ijevan) | 8º posto in Bardsragujn chumb |
| Ulisses     | Erevan  | Stadio Hrazdan        | 3º posto in Bardsragujn chumb |

## Classifica
|                    | Pos. | Squadra     | Pt | G  | V  | N  | P  | GF | GS | DR  |
| ------------------ | ---- | ----------- | -- | -- | -- | -- | -- | -- | -- | --- |
| Armenia (bandiera) | 1.   | Ulisses     | 53 | 28 | 15 | 8  | 5  | 32 | 15 | +17 |
|                    | 2.   | Ganjasar    | 46 | 28 | 12 | 10 | 6  | 31 | 18 | +13 |
|                    | 3.   | P'yownik    | 46 | 28 | 12 | 10 | 6  | 33 | 28 | +5  |
|                    | 4.   | Banants     | 44 | 28 | 12 | 8  | 8  | 42 | 30 | +12 |
|                    | 5.   | Mika Erevan | 44 | 28 | 12 | 8  | 8  | 36 | 25 | +11 |
|                    | 6.   | Impuls      | 37 | 28 | 10 | 7  | 11 | 37 | 36 | +1  |
|                    | 7.   | Širak       | 25 | 28 | 6  | 7  | 15 | 27 | 42 | -15 |
|                    | 8.   | Ararat      | 10 | 28 | 2  | 4  | 22 | 14 | 57 | -43 |

Legenda:

      Campione di Armenia e ammessa alla Champions League
      Ammessa alla Europa League
Note:

Tre punti a vittoria, uno a pareggio, zero a sconfitta.

## Risultati

### Tabellone
|          | Ara     | Ban     | Gan     | Imp     | Mik     | Pyu     | Šir     | Uli     |
| -------- | ------- | ------- | ------- | ------- | ------- | ------- | ------- | ------- |
| Ararat   | ––––    | 1-1 0-5 | 0-1 0-2 | 2-1 0-1 | 0-3 1-1 | 1-4 0-1 | 2-1 1-3 | 1-1 1-2 |
| Banants  | 2-1 1-0 | ––––    | 0-1 0-0 | 2-1 3-2 | 2-2 3-1 | 3-4 3-0 | 2-2 3-1 | 1-3 2-1 |
| Ganjasar | 5-0 2-0 | 2-0 0-1 | ––––    | 0-0 1-0 | 1-0 2-2 | 1-3 1-2 | 1-0 4-0 | 0-0 0-1 |
| Impuls   | 2-0 2-1 | 1-0 3-1 | 2-2 1-1 | ––––    | 1-0 0-2 | 0-1 1-1 | 2-1     | 0-1 1-1 |
| Mika     | 2-1 2-0 | 0-0     | 0-1 1-0 | 3-2 2-1 | ––––    | 0-1 0-0 | 0-0 4-1 | 2-3 0-1 |
| Pyunik   | 1-0     | 1-1 0-3 | 1-1     | 2-2     | 0-1 1-2 | ––––    | 1-0     | 3-1 0-0 |
| Širak    | 1-1 1-0 | 1-1 0-2 | 0-2 3-0 | 2-1 2-3 | 1-0 1-1 | 2-0 0-0 | ––––    | 1-3 0-2 |
| Ulisses  | 3-0 5-0 | 1-0     | 0-0     | 0-1 2-1 | 1-2 0-3 | 1-0 1-1 | 1-0 2-2 | ––––    |

### Calendario

#### Prima fase
| Andata | Andata | Prima giornata   | Ritorno | Ritorno |
|        |        |                  |         |         |
| 05-03  | 1-1    | Ararat-Banants   | 1-2     | 08-05   |
| 05-03  | 0-0    | Mika-Širak       | 0-1     | 07-05   |
| 06-03  | 0-1    | Impuls-Pyunik    | 2-2     | 07-05   |
| 24-03  | 0-0    | Ganjasar-Ulisses | 0-0     | 08-05   |

| Andata | Andata | Terza giornata | Ritorno | Ritorno |
|        |        |                |         |         |
| 02-04  | 1-0    | Ganjasar-Širak | 2-0     | 22-05   |
| 02-04  | 1-0    | Ulisses-Pyunik | 1-3     | 22-05   |
| 03-04  | 0-0    | Mika-Banants   | 2-2     | 21-05   |
| 03-04  | 2-0    | Impuls-Ararat  | 1-2     | 21-05   |

| Andata | Andata | Quinta giornata | Ritorno | Ritorno |
|        |        |                 |         |         |
| 16-04  | 1-0    | Impuls-Banants  | 1-2     | 11-06   |
| 16-04  | 1-0    | Ganjasar-Mika   | 1-0     | 23-02   |
| 17-04  | 3-0    | Ulisses-Ararat  | 1-1     | 23-02   |
| 17-04  | 1-0    | Pyunik-Širak    | 0-2     | 11-06   |

| Andata | Andata | Settima giornata | Ritorno | Ritorno |
|        |        |                  |         |         |
| 30-04  | 0-1    | Ulisses-Impuls   | 1-0     | 25-06   |
| 30-04  | 1-1    | Širak-Ararat     | 1-2     | 26-06   |
| 01-05  | 2-0    | Ganjasar-Banants | 1-0     | 25-06   |
| 01-05  | 0-1    | Pyunik-Mika      | 1-0     | 26-06   |

| Andata | Andata | Seconda giornata | Ritorno | Ritorno |
|        |        |                  |         |         |
| 19-03  | 1-3    | Banants-Ulisses  | 0-1     | 15-05   |
| 19-03  | 0-3    | Ararat-Mika      | 1-2     | 14-05   |
| 20-03  | 1-1    | Pyunik-Ganjasar  | 3-1     | 15-05   |
| 20-03  | 2-1    | Širak-Impuls     | 1-2     | 15-05   |

| Andata | Andata | Quarta giornata | Ritorno | Ritorno |
|        |        |                 |         |         |
| 09-04  | 0-1    | Ararat-Ganjasar | 0-5     | 29-05   |
| 09-04  | 3-2    | Mika-Impuls     | 0-1     | 29-05   |
| 10-04  | 3-4    | Banants-Pyunik  | 1-1     | 29-05   |
| 10-04  | 1-3    | Širak-Ulisses   | 0-1     | 29-05   |

| Andata | Andata | Sesta giornata  | Ritorno | Ritorno |
|        |        |                 |         |         |
| 23-04  | 2-2    | Banants-Širak   | 1-1     | 18-06   |
| 23-04  | 1-4    | Ararat-Pyunik   | 0-1     | 18-06   |
| 23-04  | 2-3    | Mika-Ulisses    | 2-1     | 19-06   |
| 23-04  | 2-2    | Impuls-Ganjasar | 0-0     | 19-06   |

#### Seconda fase
| Andata | Andata | Prima giornata   | Ritorno | Ritorno |
|        |        |                  |         |         |
| 26-06  | 0-5    | Ararat-Banants   | 0-1     | 18-09   |
| 26-06  | 4-1    | Mika-Širak       | 1-1     | 17-09   |
| 25-06  | 1-1    | Impuls-Pyunik    | 2-2     | 14-10   |
| 25-06  | 0-1    | Ganjasar-Ulisses | 0-0     | 18-09   |

| Andata | Andata | Terza giornata | Ritorno | Ritorno |
|        |        |                |         |         |
| 06-08  | 4-0    | Ganjasar-Širak | 0-3     | 02-10   |
| 06-08  | 1-1    | Ulisses-Pyunik | 0-0     | 01-10   |
| 06-08  | 0-0    | Mika-Banants   | 1-3     | 02-10   |
| 07-08  | 2-1    | Impuls-Ararat  | 2-0     | 01-10   |

| Andata | Andata | Quinta giornata | Ritorno | Ritorno |
|        |        |                 |         |         |
| 20-08  | 3-1    | Impuls-Banants  | 2-3     | 22-10   |
| 21-08  | 2-2    | Ganjasar-Mika   | 0-1     | 22-10   |
| 20-08  | 5-0    | Ulisses-Ararat  | 2-1     | 22-10   |
| 21-08  | 1-0    | Pyunik-Širak    | 0-0     | 22-10   |

| Andata | Andata | Settima giornata | Ritorno | Ritorno |
|        |        |                  |         |         |
| 10-09  | 2-1    | Ulisses-Impuls   | 1-1     | 05-11   |
| 10-09  | 1-0    | Širak-Ararat     | 3-1     | 05-11   |
| 10-09  | 0-1    | Ganjasar-Banants | 0-0     | 05-11   |
| 10-09  | 1-0    | Pyunik-Mika      | 0-0     | 05-11   |

| Andata | Andata | Seconda giornata | Ritorno | Ritorno |
|        |        |                  |         |         |
| 31-07  | 2-1    | Banants-Ulisses  | 0-1     | 14-09   |
| 31-07  | 1-1    | Ararat-Mika      | 0-2     | 25-09   |
| 30-07  | 1-1    | Pyunik-Ganjasar  | 2-1     | 14-09   |
| 30-07  | 2-3    | Širak-Impuls     | 1-2     | 25-09   |

| Andata | Andata | Quarta giornata | Ritorno | Ritorno |
|        |        |                 |         |         |
| 14-08  | 0-1    | Ararat-Ganjasar | 0-2     | 16-10   |
| 14-08  | 2-1    | Mika-Impuls     | 2-0     | 17-10   |
| 14-08  | 3-0    | Banants-Pyunik  | 3-0     | 17-10   |
| 13-08  | 0-2    | Širak-Ulisses   | 2-2     | 16-10   |

| Andata | Andata | Sesta giornata  | Ritorno | Ritorno |
|        |        |                 |         |         |
| 27-08  | 3-1    | Banants-Širak   | 2-0     | 29-10   |
| 27-08  | 0-1    | Ararat-Pyunik   | 0-1     | 29-10   |
| 28-08  | 0-1    | Mika-Ulisses    | 3-0     | 29-10   |
| 28-08  | 1-1    | Impuls-Ganjasar | 0-1     | 29-10   |

## Classifica marcatori
| Gol |  |  | Giocatore              | Squadra        |
| --- |  |  | ---------------------- | -------------- |
| 16  |  |  | Bruno Correa           | Banants        |
| 11  |  |  | Narek Beglaryan        | Mika Erevan    |
| 10  |  |  | Andranik Barikyan      | Širak          |
| 8   |  |  | Zaven Badoyan          | Impuls         |
| 8   |  |  | Georgi Krasovski       | Ulisses        |
| 8   |  |  | Ēdgar Manowčaryan      | P'yownik       |
| 7   |  |  | Artyom Adamyan         | Ulisses        |
| 7   |  |  | Norayr Gyozalyan       | Banants Impuls |
| 6   |  |  | Beto                   | Banants        |
| 6   |  |  | Hovhannes Hovhannisyan | P'yownik       |
| 6   |  |  | Marcos Pizzelli        | P'yownik       |

## Verdetti
- Campione:  Ulisses
- In UEFA Champions League 2012-2013:  Ulisses (al secondo turno di qualificazione)
- In UEFA Europa League 2012-2013:  Ganjasar e  P'yownik (al primo turno di qualificazione),  Širak (al secondo turno)